# 瓦利帕約克山
13°41′3″S 71°7′33″W / 13.68417°S 71.12583°W
瓦利帕約克山（Wamanripayuq），是秘魯的山峰，位於該國南部庫斯科大區的基斯皮坎奇省，處於阿爾卡馬里納約克山西北面和辛格里納科查湖東南面，屬於安第斯山脈中韋爾卡努塔山脈的一部分，海拔高度5,600米。